# The Elysian
The Elysian – budynek o mieszanym przeznaczeniu użytkowym, apartamentowo-biurowym, w  irlandzkim mieście Cork przy ulicy Eglinton. Budowa wieżowca zakończyła się na początku września 2008 roku
Cały kompleks składa się z kilku budynków o niższej zabudowie (6-8 pięter), tworzących pierzeję działki i połączonych wspólnym przyziemiem wraz z 17-piętrową dominantą na południowozachodnim rogu działki. Sama wieża ma 71 metrów wysokości do dachu ostatniego piętra, a wraz z anteną jest to 81 metrów. Dzięki temu, budynek ten, stał się najwyższą budowlą w Irlandii licząc do dachu, pokonując 67-metrowy County Hall, położony także w Cork.
W luksusowo wykończonych budynkach znajduje się 211 apartamentów a wśród nich dwupoziomowe penthousy. Pod kompleksem znalazł się dwupoziomowy parking, a na wyższych piętrach ogród japoński. Cena najdroższego z apartamentów wynosiła ponad 2 miliony euro, a obowiązkowa opłata za zarządzanie budynkiem to 4000 euro rocznie. Z tego względu, a także z powodu kryzysu finansowego w Irlandii, który zbiegł się z oddaniem budynku do użytku, większość apartamentów pozostawała przez dłuższy czas bez właściciela.